# Ankang
Ankang (kinesisk: 安康市, pinyin: Ānkāng shì) er en by på præfekturniveau i den sydlige del af provinsen Shaanxi i Kina. 
Floden Hanjiang løber gennem byen. 

## Historie
Oprindelig havde Ankang status som amt, men i 1998 besluttede det kinesiske indenrigsministerium at området skulle få status som by på præfekturniveau. Ankang har et areal på 23.391 km² og har 2.990.000 indbyggere (2007).

## Trafik
Kinas rigsvej 316 løber gennevm området. Den fører fra Fuzhou i Fujian via Nanchang i Jiangxi og Wuhan i Hubei til Lanzhou i Gansu.
Byen har flyveplads (IATA-kode AKA) og jernbanestation, som danner endepunktet for jernbanestrækningen Xi'an – Ankang som blev åbnet 8. januar 2001, flere jernbanelinjer krydser her, så byen er et knudepunkt for landtransport i Kina. 

## Administrative enheder
Ankang består af et bydistrikt og ni amter:
- Bydistriktet Hanbin (汉滨区), 3.652 km², 950.000 indbyggere, sæde for lokalregeringen;
- Amtet Hanyin (汉阴县), 1.347 km², 290.000 indbyggere;
- Amtet Shiquan (石泉县), 1.525 km², 180.000 indbyggere;
- Amtet Ningshan (宁陕县), 3.678 km², 70.000 indbyggere;
- Amtet Ziyang (紫阳县), 2.204 km², 340.000 indbyggere;
- Amtet Langao (岚皋县), 1.851 km², 170.000 indbyggere;
- Amtet Pingli (平利县), 2.627 km², 230.000 indbyggere;
- Amtet Zhenping (镇坪县), 1.503 km², 60.000 indbyggere;
- Amtet Xunyang (旬阳县), 3.554 km², 450.000 indbyggere;
- Amtet Baihe (白河县), 1.450 km², 210.000 indbyggere.

## Seværdigheder
- Xiangxi
- Tianzhu-bjerget
- Shu-floden
- Leigu
- Yanzi
- Xunyangwen (tempel)
- Yuda mausoleet
- Mowanggou
- Qianfo

## Kirker
I 1916 begyndte den norske evangelisk lutherske Frikirke missionsarbejde i Ankang. En stor kirke blev bygget og stod færdig julaften 1933. Den blev imidlertid sprængt i luften under kulturrevolutionen i 1967. Der ble bygget en fagskole på grunden. Senere har Ankangs protestanter fået det halve af grunden tilbage, og i marts 1992 blev ny kirke indviet. 
Byen er også et katolsk bispesæde, for et bispedømme som i år 2000 havde nær 2.000 medlemmer.